# 2006 HY122
2006 HY122, também escrito como 2006 HY122, é um objeto transnetuniano que está localizado no Cinturão de Kuiper, uma região do Sistema Solar. Este corpo celeste é classificado como um provável cubewano. Ele possui uma magnitude absoluta de 6,5 e tem um diâmetro estimado com 221 km.

## Descoberta
2006 HY122 foi descoberto no dia 27 de abril de 2006 pelo astrônomo Marc W. Buie.

## Órbita
A órbita de 2006 HY122 tem uma excentricidade de 0,022 e possui um semieixo maior de 44,161 UA. O seu periélio leva o mesmo a uma distância de 43,198 UA em relação ao Sol e seu afélio a 45,125 UA.